# Regional Municipality of Waterloo
Die Regional Municipality of Waterloo, auch als Waterloo Region bekannt, ist eine Regional Municipality (Regionalgemeinde) im Südwesten der kanadischen Provinz Ontario. Hauptort und Sitz des Regionalrates ist Kitchener. Die Einwohnerzahl beträgt 535.154 (Stand: 2016), die Fläche 1368,92 km², was einer Bevölkerungsdichte von 390,9 Einwohnern je km² entspricht. Die Regionalgemeinde ist Teil des Ballungsraums Golden Horseshoe.

## Gemeinden
- Cambridge
- Kitchener
- North Dumfries
- Waterloo
- Wellesley
- Wilmot
- Woolwich